# Mycaranthes oblitterata
Mycaranthes oblitterata är en orkidéart som beskrevs av Carl Ludwig von Blume. Mycaranthes oblitterata ingår i släktet Mycaranthes och familjen orkidéer. Inga underarter finns listade i Catalogue of Life.